# Дигідрокодеїн
Дигідрокодеїн (англ. Dihydrocodeine) — напівсинтетичний опіоїдний анальгетик, який застосовують при болях або вираженій задишці, а також як протикашльовий засіб, як самостійний препарат, або в суміші з парацетамолом або ацетилсаліциловою кислотою. Дигідрокодеїн уперше був синтезований у Німеччині в 1908 році, та описаний у 1911 році, та застосовується у клінічній практиці з 1948 року. Він застосовується у вигляді таблеток, розчинів, еліксирів та інших пероральних форм, дигідрокодеїн також доступний у деяких країнах у вигляді розчину для ін'єкцій для глибокого підшкірного та внутрішньом'язового введення. Слід уникати внутрішньовенного введення, як і кодеїну, оскільки це може призвести до анафілаксії та небезпечного для життя набряку легень. Також раніше використовувались супозиторії з дигідрокодеїном, які відпускалися за рецептом. Дигідрокодеїн иоже використовуватися замість кодеїну.
Дигідрокодеїн був розроблений під час пошуку більш ефективних ліків від кашлю, особливо для зменшення поширення туберкульозу, кашлюку та пневмонії в період між 1895 та 1915 роком. За хімічною структурою він подібний до кодеїну. Дигідрокодеїн також удвічі сильніший за кодеїн. Хоча дигідрокодеїн має надзвичайно активні метаболіти, зокрема дигідроморфін та дигідроморфін-6-глюкуронід (у сто разів сильніші за вихідний препарат), ці метаболіти виробляються в настільки малих кількостях, що не мають клінічно значущих ефектів. Дигідрокодеїн також є оригінальним попередником і хімічною основою низки подібних напівсинтетичних опіоїдів, зокрема ацетилдигідрокодеїну, дигідрокодеїнону енол ацетату, дигідроізокодеїну, нікокодеїну і нікодикодеїн.

## Медичне застосування
Затвердженим показанням до застосування дигідрокодеїну є лікування помірного або помірно сильного болю, а також кашлю та задишки. Як і в інших препаратів цієї групи, протикашльова доза, як правило, менша за знеболюючу, а дигідрокодеїн є потужним засобом, що пригнічує кашель, як і всі інші похідні кодеїну та найбільш подібні на них сполуки гідрокодон, оксикодон і етилморфін, цільні препарати опію та сильний опіоїд гідроморфон. Для лікування болю дигідрокодеїн зазвичай застосовують у вигляді таблеток або капсул, що містять 15-16 мг або 30-32 мг з іншими активними інгредієнтами, зокрема аспірин, парацетамол, ібупрофен або іншими, або як самостійний препарат.
Дигідрокодеїн з контрольованим вивільненням доступний як для лікування болю, так і для лікування кашлю, у вигляді таблеток, що містять від 60 до 120 мг препарату. Деякі форми препарату, призначені для використання проти кашлю, містять інші активні інгредієнти, зокрема антигістамінні препарати, протинабрякові засоби та інші засоби. Також дигідрокодеїн для перорального застосування випускається в іншому вигляді, зокрема пакетів з шипучим порошком, сублінгвальних крапель, еліксирів тощо. Ін'єкційний дигідрокодеїн найчастіше вводиться глибоко підшкірно.

## Побічна дія
Як і при застосуванні інших опіоїдів, при повторному застосуванні дигідрокодеїну розвиваються толерантність та фізична і психологічна залежність. Усі опіоїди, якщо їх приймати у великих дозах, можуть погіршити розумові або фізичні здібності, необхідні для виконання потенційно небезпечних завдань, таких як керування автомобілем або робота з механізмами. Поширеними побічними ефектами препарату також є свербіж, гіперемія та інші ефекти розширення кровоносних судин внаслідок вивільнення гістаміну у відповідь на введення препарату, взаємодіючи з одним або кількома типами рецепторів у ЦНС, або у вигляді інших реакцій в інших частинах тіла. Антигістамінні препарати першого покоління, зокрема трипеленамін, клемастин, гідроксизин, димедрол, ципрогептадин, бромфенірамін, хлорфенамін, доксиламін і фенілтолоксамін не тільки борються з побічними ефектами, спричиненими гістаміном, але різною мірою зберігають або потенціюють анальгетичний ефект дигідрокодеїну. Інший антигістамінний препарат прометазин також може позитивно впливати на метаболізм дигідрокодеїну в печінці, подібно до кодеїну. Більш високі дози прометазину можуть впливати на більшість інших опіоїдів, за винятком похідних петидину (демерол та подібні) за допомогою цього чи інших невідомих механізмів.
Як і у випадку з іншими ліками, побічні ефекти залежать від людини, яка приймає препарат. Ступінь тяжкості побічних явищ може варіюватися від легкого до дуже важкого, від головного болю до утрудненого дихання.
Запор є єдиним загальним побічним ефектом дигідрокодеїну та майже всіх опіоїдів. Він є наслідком уповільнення перистальтики в кишечнику і є причиною того, що дигідрокодеїн, етилморфін, кодеїн, препарати опію та морфін використовуються для зупинки діареї та лікування діарейної та циклічної форми синдрому подразненого кишечника. а також інших станів, що спричинюють підвищену моторику або спазми кишечника. Препарати опіуму або опіоїди часто використовуються як останній засіб, коли біль є сильним, а кишечник органічно уражений. Зазвичай краще застосовувати при синдромі подразненого кишечника непсихотропні опіоїди, зокрема лоперамід, який залишається в кишечнику, таким чином не спричинюючи сонливості, що дозволяє багатьом хворим працювати з механізмами та виконувати іншу роботу, що потребує точності рухів. У лікуванні синдрому подразненого кишечника можуть бути ефективними інші препарати, зокрема скополамін і мебеверин, як разом із опіатами, так і без них.

## Регулювання
Австралія
В Австралії дигідрокодеїн є препаратом списку 3 «тільки для фармацевтів», лише якщо він призначається для боротьби з кашлем, і в суміші з однією або кількома іншими терапевтично активними речовинами, що не перевищує 15 мг дигідрокодеїну на дозу. Препарати списку 3, які залишаються безрецептурними, можуть відпускатися лише після консультації з фармацевтом. До препаратів із списку 4 (тільки за рецептом) відноситься лікарська фома, де гідрокодеїн знаходиться в поєднанні з однією або кількома іншими терапевтично активними речовинами, та його кількість не перевищує 100 мг на дозу. Будь-які препарати дигідрокодеїну, що не підпадають під списки 3 або 4, включаючи препарати з одним інгредієнтом дигідрокодеїну, класифікуються як препарати списку 8 (контрольовані препарати), які можуть відпускатися лише відповідно до суворіших вимог штату чи території, які встановлені в місці проживання хворого (і які відрізняються між штатами та територіями).
Гонконг
У Гонконзі дигідрокодеїн регулюється додатком 1 Постанови Гонконгу про небезпечні наркотики, розділ 134. Він може використовуватися лише на законних підставах медичними працівниками та для університетських досліджень. Фармацевт може видавати дигідрокодеїн за рецептом лікаря. Кожен, хто продає дигідрокодеїн без рецепта, може бути оштрафований на 10 тисяч гонконзьких доларів. Покаранням за торгівлю або виготовлення речовини є штраф у розмірі 5 мільйонів гонконзьких доларів і довічне ув'язнення. Зберігання речовини для споживання без ліцензії Департаменту охорони здоров'я є незаконним, і тягне за собою штраф у розмірі 1 мільйон гонконзьких доларів або 7 років позбавлення волі.
Японія
У Японії дигідрокодеїн доступний без рецепта; він входить до складу ліків від кашлю, зокрема «New Bron Solution-ACE». Дигідрокодеїн використовується як протикашльовий засіб у багатьох лікарських формах як альтернатива декстрометорфану. Лікарські форми в Японії, які містять дигідрокодеїн, включають також кофеїн, щоб компенсувати седативний ефект і перешкоджати їх рекреаційному використанню. Ліки від кашлю, що містять дигідрокодеїн, контролюються так само, як і декстрометорфан у США, а їх продаж суворо обмежений кількістю закупівель, і купляти їх можуть лише особи віком від 20 років.
Велика Британія
У Великій Британії дигідрокодеїн є препаратом класу B; але він може відпускатися без рецепта в невеликих кількостях (менше 8 мг) у поєднанні з парацетамолом. Дигідрокодеїн включено до додатку 5 Правил про зловживання наркотиками 2001 року, згідно з якими він звільняється від заборони на володіння за умови, що він у формі єдиного препарату, не призначеного для ін'єкцій, і менше 100 мг (у розрахунку як вільна основа), або з загальною концентрацією менше 2,5 % (у розрахунку на вільну основу). Незаконне зберігання дигідрокодеїну може призвести до 5 років позбавлення волі або дуже великого штрафу.
США
У США чистий дигідрокодеїн є речовиною списку II Управління боротьби з наркотиками, хоча препарати, що містять невеликі кількості дигідрокодеїну, також можуть відноситися до списку III або списку V залежно від концентрації дигідрокодеїну відносно інших активних компонентів, таких як парацетамол. ACSCN DEA для вільної основи дигідрокодеїну та всіх солей становить 9120. Річна сукупна виробнича квота на 2013 рік становить 250 кілограмів.
Міжнародні договори та закони про контрольовані речовини більшості країн, такі як німецький закон про наркотичні засоби, регулюють дигідрокодеїн на тому ж рівні, що й кодеїн. Фармацевтичні препарати на основі дигідрокодеїну особливо використовуються там, де пацієнти з хронічним болем можуть отримати до них безрецептурний доступ за умови, що вони зареєстровані в провінційному чи національному уряді як такі хворі.
У деяких місцевостях дигідрокодеїн із контрольованим вивільненням відпускається без рецепта, особливо в дозуванні 60 мг. У звіті Організації Іво Шандора в 2004 році Андорра, Іспанія, Гібралтар та Австрія названі як країни, які мають різний ступінь доступу до цих та інших продуктів дигідрокодеїну, нікокодину та кодеїну.

## Рекреаційне використання
Оскільки дигідрокодеїн може спричинювати ейфорію при прийомі в дозах, вищих за терапевтичні, його досить часто використовують з рекреаційною метою. Типова рекреаційна доза може становити від 70 мг до 500 мг, або навіть більше для осіб із толерантністю до опіоїдів. До лікарських форм із дигідрокодеїном часто включають потенціатори та ад'юванти, коли дигідрокодеїн використовується без нагляду, особливо каризопродол, глутетимід, гідроксизин та антигістамінні препарати першого покоління, як для посилення ефекту, так і для зменшення побічних ефектів, таких як свербіж.

## Історія застосування
Двома найвідомішими залежними від дигідрокодеїну були Вільям Барроуз, який описав його як «удвічі сильніший за кодеїн і майже такий же ефективний, як героїн», і Герман Герінг, який був відомим наркоманом (Гітлер називав його «морфіністом»), який споживав до 100 таблеток (3 грами) дигідрокодеїну на день, і був захоплений союзниками з великою кількістю препарату у валізі, повідомляється, що в ній було понад 20 тисяч таблеток. За іншими даними Герман Герінг приймав 20 таблеток вранці та 20 увечері, щоб уникнути синдрому відміни морфіну. У Німеччині на той час відчувалась величезна нестача морфіну, і внаслідок цього Герінг вживав велику кількість дигідрокодеїну. Він також використовував морфін і оксикодон, починаючи з терапевтичного використання морфіну після поранення в пах під час Пивного путчу в листопаді 1923 року в Мюнхені, а потім використовував дигідрокодеїн на початку 1930-х років для лікування зубного болю.